# Pfarrhaus (Mittelberg)

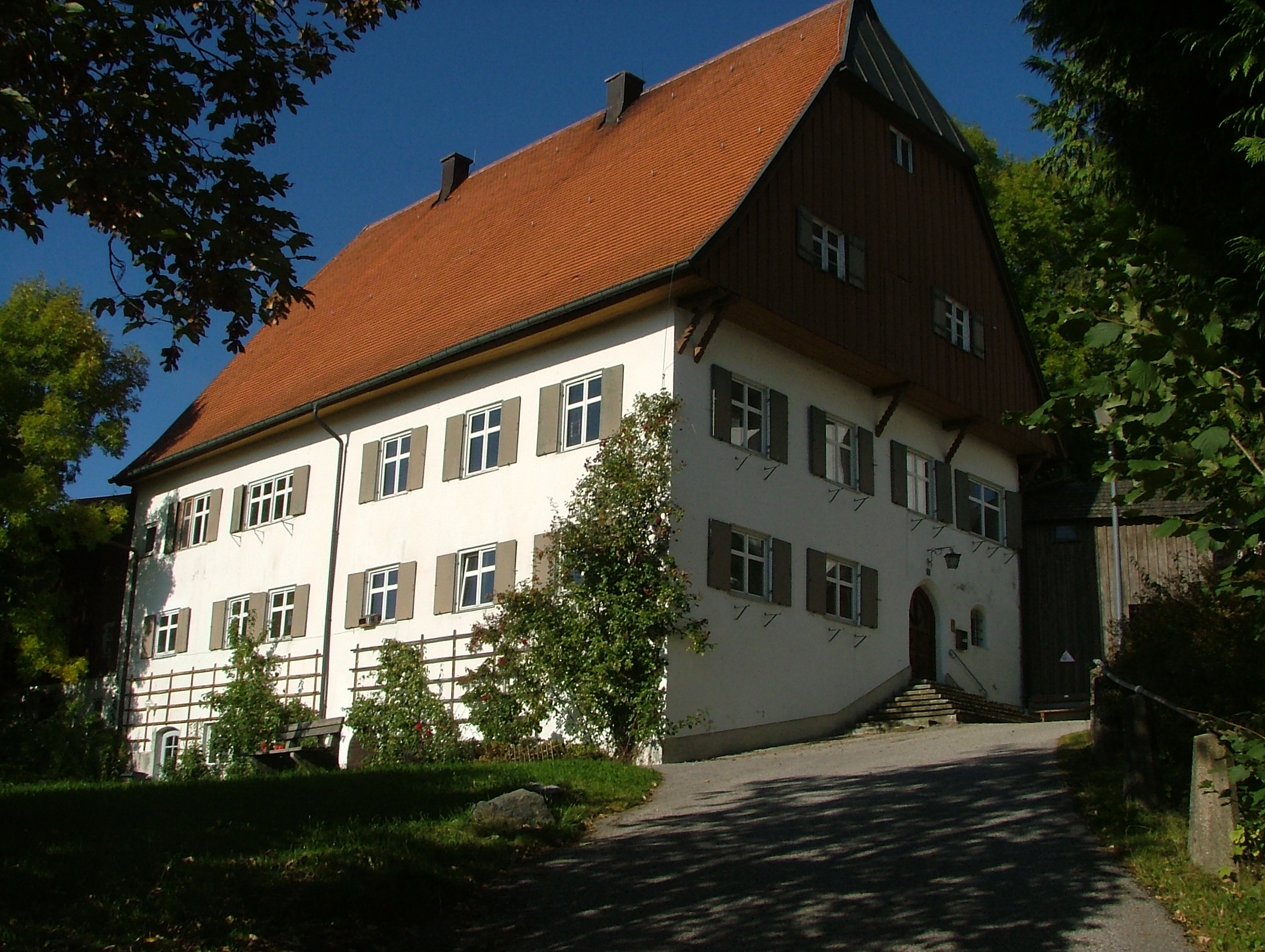
Pfarrhaus in Mittelberg

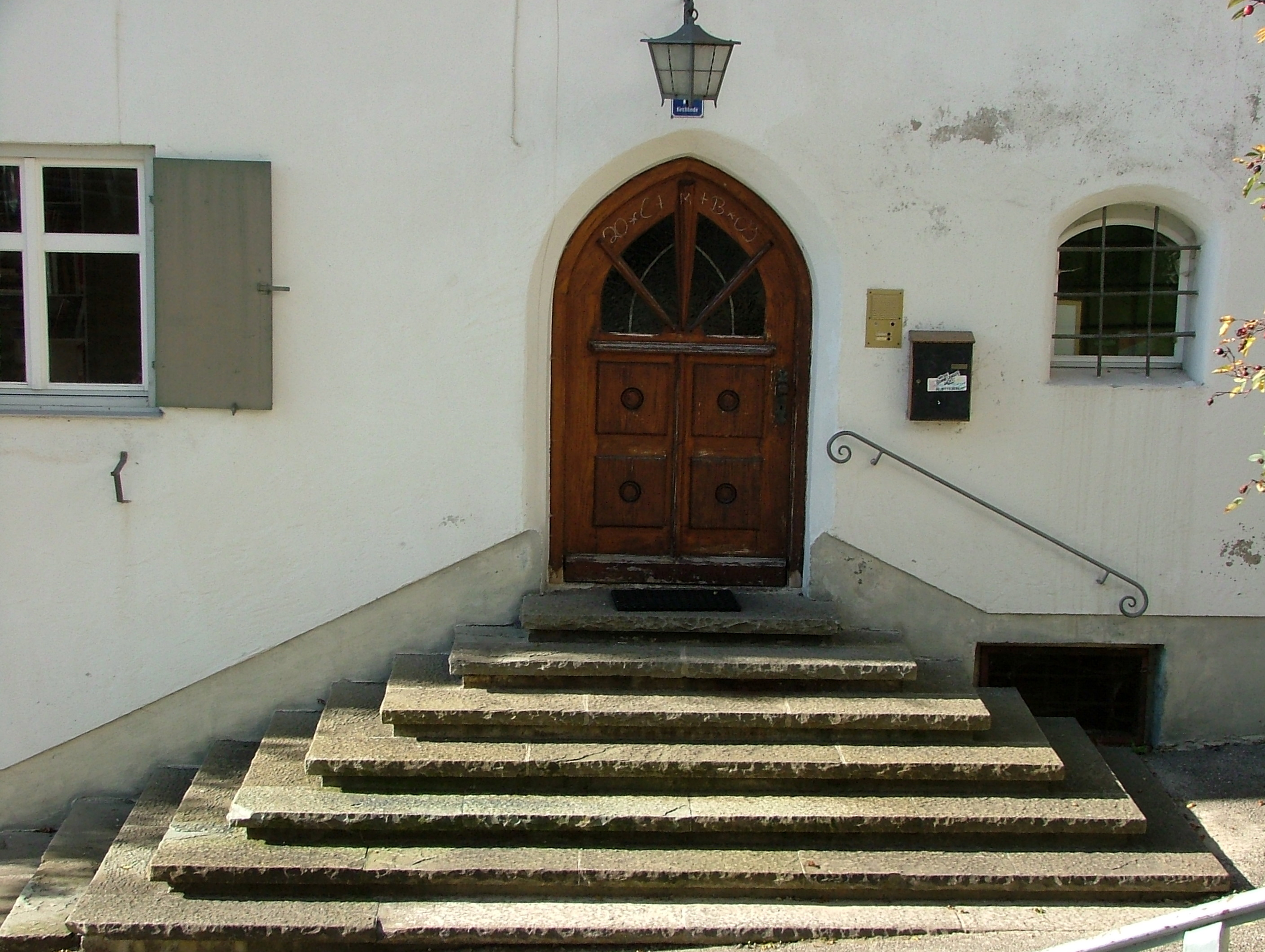
Eingang

Das Pfarrhaus in Mittelberg, einem Gemeindeteil von Oy-Mittelberg im Landkreis Oberallgäu im bayerischen Regierungsbezirk Schwaben, wurde 1453 errichtet. Das Pfarrhaus mit der Adresse Kirchlinde ein geschütztes Baudenkmal.

## Beschreibung
Der zweigeschossige Bau mit steilem Schopfwalmdach und Spitzbogenportal wurde 1453 errichtet und um 1750 erneuert. Vom Obergeschoss der Kirche St. Michael besteht ein hölzerner Verbindungsgang zum Pfarrhaus.
Der verbretterte Pfarrstadel mit flachem Satteldach ist an das Pfarrhaus angebaut.